# Los Trigos, Zacatecas
Los Trigos är en ort i Mexiko.   Den ligger i kommunen Santa María de la Paz och delstaten Zacatecas, i den centrala delen av landet, 500 km nordväst om huvudstaden Mexico City. Los Trigos ligger 2 522 meter över havet och antalet invånare är 114.
Terrängen runt Los Trigos är huvudsakligen lite bergig. Los Trigos ligger uppe på en höjd som går i nord-sydlig riktning. Runt Los Trigos är det ganska glesbefolkat, med 25 invånare per kvadratkilometer. Närmaste större samhälle är Juchipila, 15,4 km sydost om Los Trigos. I omgivningarna runt Los Trigos växer huvudsakligen savannskog.